# Gjesdal
Gjesdal is een gemeente in de Noorse provincie Rogaland. De gemeente telde 11.902 inwoners in januari 2017. Gjesdal grenst in het noordwesten aan Sandnes, in het noorden aan Forsand, in het oosten aan Sirdal in Vest-Agder, in het zuiden aan Bjerkreim en in het westen aan Time. Het gemeentebestuur is gevestigd in Ålgård

## Economie
Landbouw, en dan met name schapenhouderij, was altijd de belangrijkste economische activiteit in de gemeente. Dit was ook de basis voor het ontstaan van de  textielindustrie in 1870 in Ålgård. De wolfabriek is inmiddels gesloten. Sinds de groei van Stavanger als basis van de Noorse Noordzee-oliewinning is het inwonertal van de gemeente, en dan met name in Ålgård, sterk gestegen door de vestiging van pendelaars.

## Vervoer
De E39 loopt door het zuiden van de gemeente. Daarnaast loopt de voormalige Riksvei 45 door de gemeente. Sinds 2010 heeft deze de status van Fylkesvei. Deze weg verbindt Ålgård met Valle in de provincie Agder. Tot 1955 was er een treinverbinding tussen Ålgård en Stavanger. Er bestaan plannen deze te reactiveren.

## Plaatsen in de gemeente
- Gilja
- Oltedal
- Ålgård

Bjerkreim · Bokn · Eigersund · Gjesdal · Hå · Haugesund · Hjelmeland · Karmøy · Klepp · Kvitsøy · Lund · Randaberg · Sandnes · Sauda · Sokndal · Sola · Stavanger · Strand · Suldal · Time · Tysvær · Utsira · Vindafjord

Fylker van Noorwegen